# 利沃夫铁路局

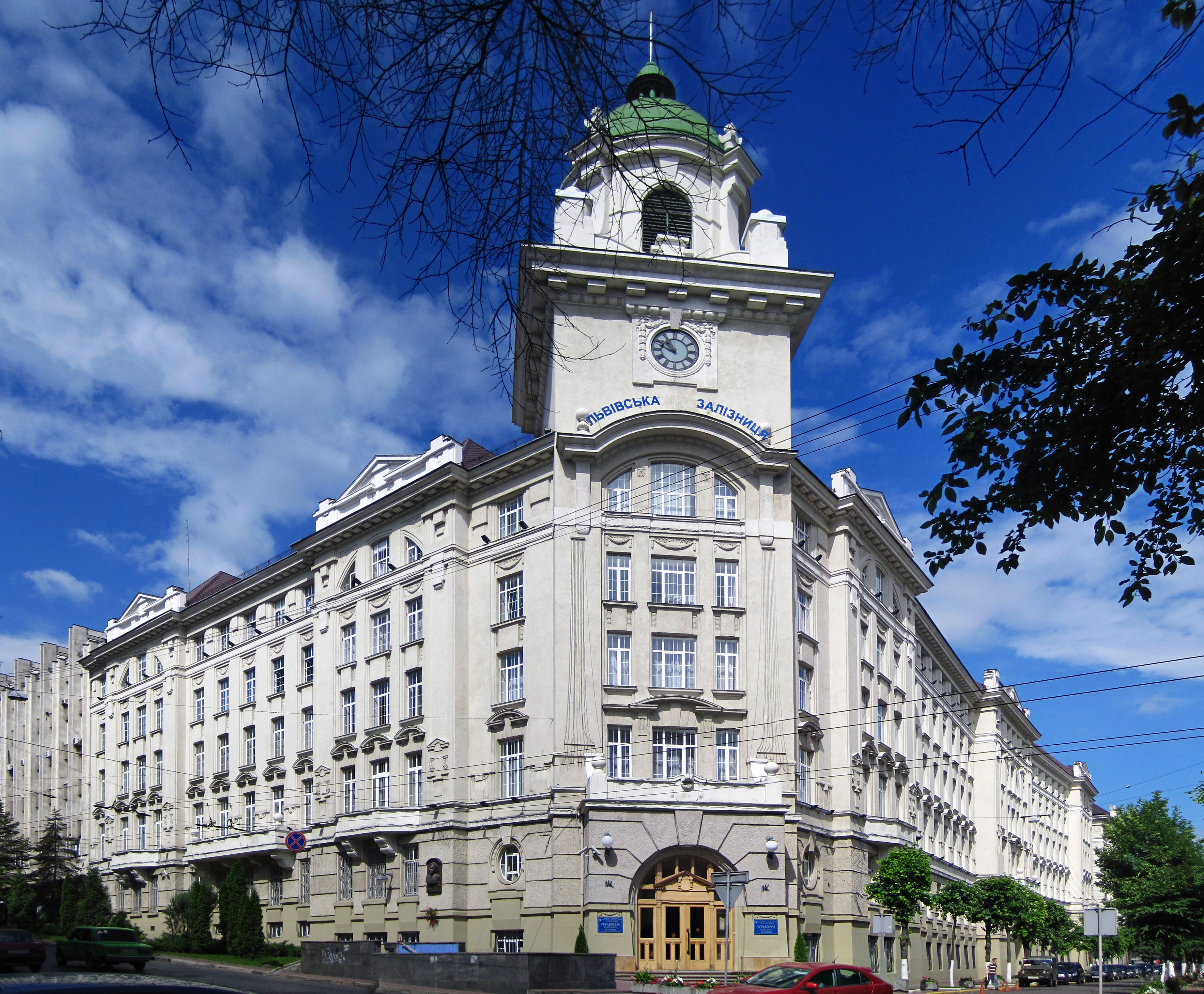
總部大樓

利沃夫铁路局（羅馬化：Lvivska zaliznitsya）是乌克兰铁路的铁路管理局之一，负责管辖乌克兰西部地区的铁路系统，包括利沃夫州、沃伦州、罗夫诺州、捷尔诺波尔州、伊万诺-弗兰科夫斯克州、切尔诺夫策州和外喀尔巴阡州的铁路，总部位于利沃夫。利沃夫铁路局的营业里程为4,521公里，其中3,207公里已经实现电气化。利沃夫铁路局相邻西南铁路局，并且与白俄罗斯铁路、摩尔多瓦铁路、罗马尼亚铁路、匈牙利铁路、斯洛伐克铁路以及波兰铁路连接。

## 枢纽车站
- 利沃夫
- 科列帕罗夫
- 斯特雷
- 德罗霍贝奇
- 桑博爾
- 捷尔诺波尔
- 罗夫诺
- 科韦利
- 萨尔内
- 兹杜伯尼夫
- 伊万诺-弗兰科夫斯克
- 切尔诺夫策
- 乌日霍罗德
- 乔普